# Hans Rudolph (Maler, 1911)
Hans Rudolph (* 4. Juli 1911 in Niederwiesa; † 19. März 1975 in Frankenberg) war ein deutscher Maler und Grafiker.

## Leben und Werk
Zu Rudolph gibt es nur wenige biografische Informationen. Er studierte in Dresden und Chemnitz und arbeitete in Flöha als freischaffender Künstler. In der DDR war er Mitglied des Verbands Bildender Künstler.
Er war in Flöha vor deren Ehe mit Herbert Jobst eine Zeitlang mit der Schriftstellerin Lisa Jobst liiert und dann mit beiden gut befreundet. Lisa Jobsts Tochter, die Fernsehautorin Eva Jobst (* 1957), schenkte 2018 der Stadt Flöha drei Aquarelle Rudolphs.
Bilder Rudolphs sind im Kunsthandel präsent.

## Werke (Auswahl)

### Tafelbilder
- Rangierbahnhof (Öl, 40 × 60 cm)[3]
- Blumenpracht (Stillleben mit Blumen in Glasvase; 1943; Öl, 80 × 60 cm)[4]
- Brücke in Zschopau (Öl, 46,3 × 69,2 cm)[5]
- Am Bleiloch (vor 1967, 70 × 90 cm)[6]
- Blumenstillleben (Margeriten, Mohn und Rittersporn in Glasvase; Öl, ca. 82 × 62,5 cm)[7]

### Zeichnungen, Aquarelle
- Stillleben mit Krügen und Früchten (Bleistift, Tinte und Wachsfarbe, 69,5 × 54 cm)[8]
- Blühende Bäume (vor 1948, Aquarell)[9]
- Trauerzug (vor 1948, Aquarell, 41 × 29 cm)[10]

## Ausstellungen (mutmaßlich unvollständig)
- 1947 und 1948: Schloss Augustusburg (Erste und Zweite „Kunst-Ausstellung der Kunstschaffenden des Landkreises Flöha“)
- 1948: Freiberg, Stadt- und Bergbaumuseum („3. Ausstellung Erzgebirgischer Künstler“)[11]
- 1948 und 1951: Chemnitz, Schlossberg-Museum („Mittelsächsische Kunstausstellung“)[12]
- 1963: Karl-Marx-Stadt, Museum am Theaterplatz („10 Jahre Architektur, bildende Kunst und bildnerisches Volksschaffen in Karl-Marx-Stadt“)[13]
- 1970: Berlin, Altes Museum („Im Geiste Lenins“)
- 1974: Karl-Marx-Stadt, Bezirkskunstausstellung
- Postum 1984/1985: Karl-Marx-Stadt, Städtisches Museum am Theaterplatz („Retrospektive 1945 – 1984. Bildende Kunst im Bezirk Karl-Marx-Stadt“)